# Giovanni Bottesini
Giovanni Bottesini (ur. 22 grudnia 1821, zm. 7 lipca 1889) – włoski wirtuoz kontrabasu, kompozytor i dyrygent.
Verdi powierzył mu dyrygowanie premierowym wykonaniem swej opery Aida skomponowanej na cześć otwarcia Kanału Sueskiego 24 grudnia 1871.
Obecnie Bottesini jest znany głównie z powodu swoich kompozycji kontrabasowych, aczkolwiek ma w dorobku także 7 oper (takie opery jak Alibaba, Krzysztof Kolumb), oratorium Ogród Oliwny i wiele utworów orkiestrowych. Jego utwory nacechowane są elementami typowymi dla opery, jak śpiewne frazy; często cytuje tematy oper w swoich kontrabasowych fantazjach, jak np. w fantazji Lunatyczka (na motywach opery Belliniego), Lucia di Lammermoor (według opery Donizettiego), czy w wariacjach Młynarka (na temat z opery Paisiella La Molinara).
Twórca opery łączącej elementy opery włoskiej i teatru wagnerowskiego pt. Eto et Leandro.
Bottesini pisał również utwory na kontrabas z towarzyszeniem orkiestry, są to :
- I koncert fis-moll
- II koncert h-moll
- Gran Duo Concertante na skrzypce i kontrabas (pierwotnie w wersji na 2 kontrabasy)
- Passione Amorosa na 2 kontrabasy
- Duo na klarnet i kontrabas
- Fantazja "I Puritani" na wiolonczelę i kontrabas

Pozostałymi utworami są 3 duety na 2 kontrabasy solo oraz liczne miniatury na kontrabas z towarzyszeniem fortepianu (głównie fantazje, elegie oraz wariacje).
Jego podręcznik do nauki gry na kontrabasie jest w niektórych krajach używany do dziś. 